# 紫薇大道街道
紫薇大道街道，是中华人民共和国河南省安陽市文峰区下辖的一个乡镇级行政单位。

## 行政区划
紫薇大道街道下辖以下地区：
晨曦社区、幸福路社区、春光路社区、石袁社区、莲花社区、晨光社区、三官庙社区、三官庙村、石家沟村和郭家街村。